# Hanseatische Brauerei Rostock

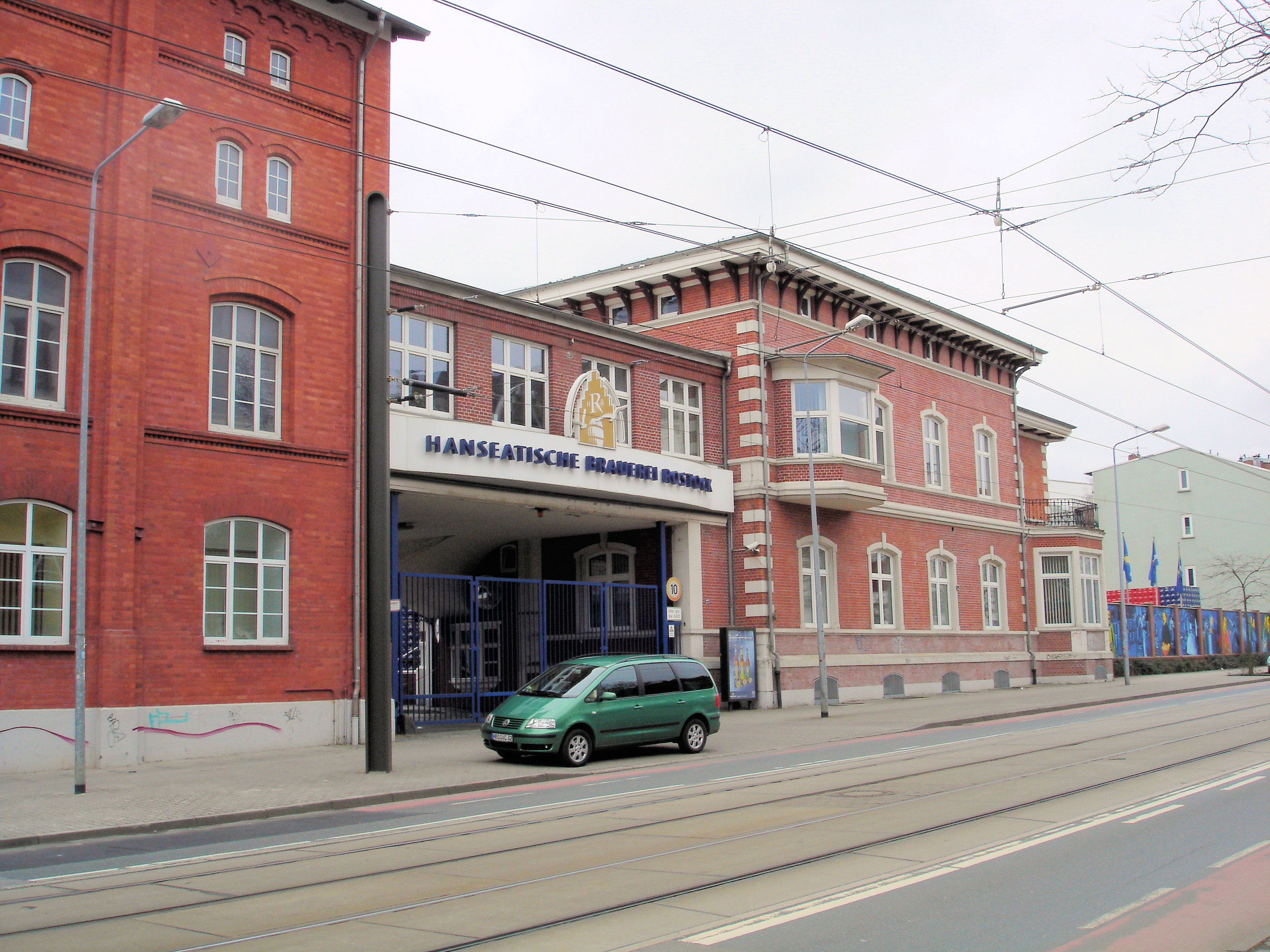
Hanseatische Brauerei Rostock

Die Hanseatische Brauerei Rostock GmbH ist eine 1878 gegründete Bierbrauerei in der Hansestadt Rostock. Sie gehört zur Radeberger Gruppe in der Oetker-Gruppe.

## Historie der Brauerei

### Vorgeschichte
In Rostock wird seit Mitte des 13. Jahrhunderts gewerblich Bier gebraut. Es erreichte über den Hafen und die Hanse auch das – vor allem skandinavische – Ausland.
Constantin Steinbeck betrieb seit 1833 eine Privatbrauerei am Hopfenmarkt 22. 1863 ließ die Familie auf ihrem Bierlagerkeller an der Doberaner Chaussee 8 einen Brauereiausschank errichten, den sie 1864 als Steinbecks Keller eröffnete.
1871 gründete sich gegenüber in der Doberaner Chaussee 41 die Aktien Bierbrauerei zu Rostock mit einem Brauereineubau, 1872 übernahm sie die Steinbecksche Brauerei und das Ausschanklokal Steinbecks Keller.
Die Julius Meyersche Bierbrauerei wurde 1869 am Wendländer Schilde 6 gegründet. Deren Bierlagerkeller befand sich in der Doberaner Chaussee 11. Um 1872 errichtete Julius Meyer auf diesem Keller eine neue und größere Brauerei. Der Brauereibesitzer verstarb 1878, seine Witwe ließ die Brauerei meistbietend versteigern.

### Gründung und Expansion

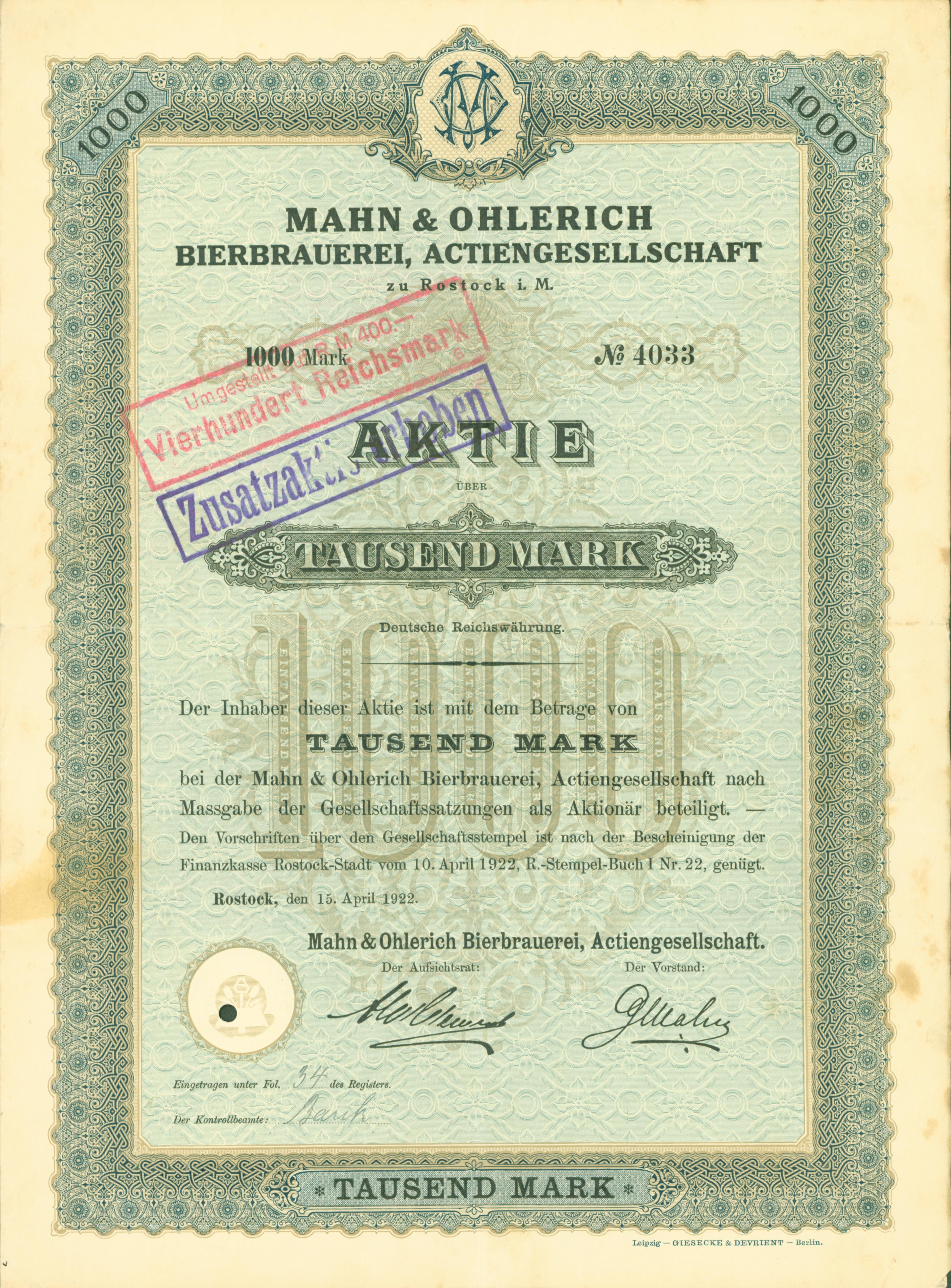
Aktie über 1000 Mark der Mahn & Ohlerich Bierbrauerei AG vom 15. April 1922

Am 19. März 1878 erwarben Friedrich Ohlerich und Georg Mahn bei der Versteigerung die Julius Meyersche Bierbrauerei und gründeten dort am 28. März die Brauerei Mahn & Ohlerich OHG (M&O). Zu diesem Zeitpunkt gab es in Rostock neben M&O zehn größere Brauereien und mehrere Coventbrauer. 1884 meldete die Aktien Bierbauerei vorm. Steinbeck Insolvenz an. M&O kaufte die Brauerei inklusive des Schanklokals Steinbecks Keller, der in Mahn & Ohlerichs Keller umbenannt wurde.
Von Anfang an investierte M&O in neueste Brautechnik. Seit 1880 besaß die Brauerei eine eigene Mälzerei, das Biersortiment wurde ständig überarbeitet und erweitert. Dampfmaschinen dienten zuerst nur als Transmissionsantrieb, dann zur Erzeugung von elektrischem Strom und später auch zur Wärmeerzeugung. Außerdem wurde die Mitte der 1880er Jahre erworbene Kunsteis- und Kältemaschine damit angetrieben. 1888 bot die Brauerei etwa 125 Männern einen Arbeitsplatz, damit war sie zu dieser Zeit nach der Neptunwerft und der Zuckerfabrik einer der größten Arbeitgeber in Rostock. Die Betreiber der Großbrauerei legten neben modernen Produktionsanlagen und hoher Qualität ihrer Produkte auch großen Wert auf Sozialleistungen. Dazu entstand 1885 eine Betriebskrankenkasse und 1888 eine Pensionskasse (1891 in eine allgemeine Unterstützungskasse umgewandelt).
In beiden Kassen wirkte Friedrich Ohlerich als Vorsitzender, der 1887 auch als Bürgervertreter im IV. Quartier gewählt wurde. Völlig unerwartet verstarb Ohlerich am 26. April 1889. Sein Kompagnon Georg Mahn konnte sich mit Ohlerichs Erben einigen und wandelte die OHG zum 26. November 1889 in eine Aktiengesellschaft um. Ende des 19. und zu Beginn des 20. Jahrhunderts baute Georg Mahn die Position von M&O als bekannteste und größte Brauerei in Mecklenburg aus. Kurz nach der Jahrhundertwende erreichte die Rostocker Brauerei einen Bierausstoß von 100.000 hl. Das gegenüberliegende Gebäude der 1884 übernommenen Aktien Bierbauerei vorm. Steinbeck wurde ab 1906 zu einer reinen Mälzerei umgebaut.
Der Erste Weltkrieg und seine Folgen brachten die Brauerei in eine schwierige Situation. Im Geschäftsjahr 1917/18 sank der Bierausstoß aufgrund hoher Rohstoffpreise und fortdauerndem Mangel an Braugerste auf knapp 30.000 hl. Um ihre Defizite auszugleichen und ihre Produktionsanlagen auszulasten, begann die Brauerei 1920 mit der Produktion von alkoholfreien Getränken. Die Inflation und der daraus folgende Währungsverfall führten zu einer Flucht in Sachwerte. M&O versuchte durch Übernahme von Konkurrenten, die eigene wirtschaftliche Lage zu stabilisieren. Mit Erwerb und Stilllegung der Schweriner Brauerei Paulshöhe begann 1920 eine dynamische Expansion, die sich noch im selben Jahr mit Übernahme der Voss`schen Brauerei, Klosterbrauerei und Brauerei Gebr. Jancke in Rostock fortsetze. Ein Jahr später folgte die in Bad Doberan ansässige Brauerei Hugo Zimmermann, 1923 dann die Schloßbrauerei Bützow und die Schweriner Brauerei Anton Feltmann. In anderen regionalen Brauereien eröffnete M&O Zweigniederlassungen beziehungsweise Niederlagen, dazu gehörten 1920 die Bergbrauerei Ernst Schulz in Tribsees, 1921 die Brauerei Max Hagemann in Teterow und 1922 die Brauerei Herrmann Knust in Barth.
Bereits im Geschäftsjahr 1924/25 konnte M&O beim Bierausstoß wieder das Vorkriegsniveau erreichen. Rund 200 Männer und Frauen arbeiteten 1928 im Unternehmen, die Brauerei erzeugte mehr als 160.000 hl Bier. Heinrich Mahn wechselte im fünfzigsten Jahr des Bestehens der Brauerei in den Aufsichtsrat und übergab die Direktion an seinen Schwiegersohn Guido von Oertzen, der die Unternehmenspolitik bis Mitte 1945 prägte.

### Die Brauerei zwischen 1933 und 1945
Veränderte Wirtschaftsstrategien und staatliche Subventionen führten nach der Machtübernahme der Nationalsozialisten zu einer anhaltenden Konjunktur. In Rostock forcierten diese Maßnahmen vor allem die Luftrüstung und den Aufbau einer entsprechenden Infrastruktur. Heinkel und Arado errichten neue Produktionsstätten und warben um neue Mitarbeiter. Die daraus resultierende Zuwanderung ließ die Einwohnerzahl zwischen 1933 und 1935 auf über 100.000 Menschen steigen und machte Rostock zur Großstadt. Das brachte auch der Bauwirtschaft einen erheblichen Auftrieb: Über 6000 Wohnungen wurden allein für die Heinkelwerke errichtet.
Der Aufschwung in der Rüstungsindustrie war mit dem Abbau der hohen Arbeitslosigkeit verbunden, doch gleichzeitig begannen sich in Unternehmen, öffentlichen Einrichtungen und Verwaltungen die Repressalien gegen jüdische Mitarbeiter und politische Gegner auszuweiten.
Bei Mahn & Ohlerich wurde der jüdische Kaufmann Ernst Hopf im Mai 1933 genötigt, den Aufsichtsrat zu verlassen; kommunistische, sozialdemokratische und jüdische Mitarbeiter erhielten die Kündigung.
Auf die verbesserte Wirtschaftslage, den Einwohnerzuwachs und die daraus resultierenden steigenden Absatzzahlen reagierte die Brauerei mit umfangreicher Modernisierung. Im Zuge der Baumaßnahmen unter der Leitung des Architekten Walter Butzek entstanden zwischen 1936 und 1938 ein modernes Kühl- und Sudhaus und ein Kesselhaus mit Schornstein, zugleich wurden die Kapazitäten der Maschinenanlage, Mälzerei, Tankanlage, Gär- und Lagerkeller und des Ausschanklokals erweitert.
Seit Kriegsbeginn nahm die Anzahl der ortsansässigen Arbeitskräfte in der Brauerei kontinuierlich ab. Zur Erhaltung des hohen Produktionsniveaus wurden ausländische Arbeitskräfte herangezogen. Seit 1940 bekam die Brauerei französische Kriegsgefangene aus dem Stalag Neubrandenburg zugeteilt, ab Dezember 1942 arbeiteten auch ukrainische Zwangsarbeiter für das Unternehmen. Im Garten des Ausschanklokals wurden zur Unterbringung der durchschnittlich 45 Kriegsgefangen und 21 Zwangsarbeiter zwei Baracken errichtet und mit einer Mauer umgeben, ihre Bewachung erfolgte hauptsächlich durch zivile Wachleute von M&O.
Bei den Luftangriffen auf Rostock zwischen 1942 und 1944 erhielten die Gebäude von M&O massive Treffer, die Mälzerei und das Ausschanklokal Mahn & Ohlerichs Keller wurden teilweise bis stark beschädigt. Im April 1942 wurde auch das Kriegsgefangenenlager getroffen, dabei wurden 8 Personen getötet und mehrere verletzt. Die Schäden an den Gebäuden konnten zwar schnell beseitigt und der Betrieb aufrechterhalten werden, doch während des Krieges wurden die Arbeits- und Produktionsbedingungen immer schwieriger. Kriegsbedingte behördliche Anordnungen, fehlende Rohstoffe und Facharbeitermangel verschärften die Situation. So wurde die Werkstatt der Brauerei im März 1943 vom Hauptamt für Technik zur Übernahme von Zulieferungen für die Rüstungsproduktion verpflichtet. Im Februar 1944 musste die Mälzerei wegen Rohstoffmangel außer Betrieb genommen und die freiwerdenden Arbeitskräfte an Rüstungsbetriebe abgegeben werden. Kurz darauf nutzten die Heinkelwerke auf dem Gelände der Mälzerei alle frei werdenden Räumlichkeiten als Lager. Akuter Kohlemangel führte im Februar 1945 zur Stilllegung aller Brauereien in Mecklenburg. Das Ausschanklokal Mahn & Ohlerichs Keller diente ab März 1945 als Zufluchtsort für ostpreußische und pommersche Flüchtlinge.

### Entwicklung der Brauerei von 1945 bis 1990
Nach dem Einmarsch der Roten Armee am 1. Mai 1945 zog die Besatzungsmacht die Brauerei zur Versorgung der Truppen heran. Mitte August begann ein Kommando der Roten Armee mit der Demontage sämtlicher Anlagen, um sie als Reparationsleistung in die Sowjetunion zu überführen.
Das Ausschanklokal wurde im April 1946 beschlagnahmt und nach längeren Auseinandersetzungen mit den zuständigen Behörden im April 1948 an die Rostocker Ortsgruppe der Gesellschaft zum Studium der Kultur der Sowjetunion übergeben.
Erst ab Mai 1946 konnten die nun leerstehenden Räumlichkeiten der Brauerei wieder genutzt werden. Nach dem Einbau verschiedener alter Anlagen, die aus allen Teilen der sowjetischen Besatzungszone herangeschafft wurden, startete M&O im Juni 1946 erst mit der Produktion von Limonaden und Mineralwasser, ab März 1947 dann auch wieder mit der Bierbrauerei. Im Frühjahr 1947 erfolgte die Enteignung der Brauerei und die Umwandlung in einen Volkseigenen Betrieb. Die teilweise wiederaufgebaute Mälzerei wurde ab Juli 1947 aus dem Brauereibesitz herausgelöst und unter Leitung von Familie Freidank zu einer Spirituosenfabrik umgebaut. Unter Verwendung von Apparaturen und Originalrezepten der Stettiner Weinbrennerei C.W. Kemp Nachf. AG startete die Spirituosen- und Likörfabrik Freidank GmbH im Frühjahr 1948 mit der Produktion. Drei Jahre später wurde die Fabrik verstaatlicht und in VEB Anker Spirituosen umbenannt.
Die Brauerei selbst firmierte ab 1948 zunächst unter dem Namen VEB M&O, ab 1952 dann als VEB Rostocker Brauerei. Mitte der 1950er Jahre erreichte sie wieder das Vorkriegsniveau in der Bierproduktion.
Trotz schleppender Investitionen wuchs die Brauerei, doch der sprunghaft steigende Getränkebedarf in den Sommermonaten überschritt ihre Kapazitäten. Als im Sommer 1967 ein Brand den volkseigenen Betrieb fast vollständig vernichtete, war der Weg für zwingend notwendige Investitionen endlich frei. Die produzierte Biermenge stieg 1988 auf eine Million hl.

### Die Brauerei in der Marktwirtschaft ab 1990
1991 kaufte die Bremer Brauerei Beck & Co. die Rostocker Brauerei. 2003 wurde sie von der Brau & Brunnen AG übernommen. 2006 wechselte erneut der Eigentümer, da die Oetker-Gruppe bereits 2004 die Brau & Brunnen AG aufgekauft hatte und diese nun inkl. der Hanseatische Brauerei Rostock in die bereits bestehende, eigene Radeberger Gruppe überführte.
Als Besonderheit wurde bis Anfang der 2000er Jahre koscheres Bier für Israel produziert. Dazu mussten wegen der Beschäftigung von Frauen besondere Vereinbarungen mit dem Betriebsrat abgeschlossen werden.
In regelmäßigen Abständen richtet die Brauerei auf ihrem Gelände ein Brauereihoffest aus.

## Biersorten
- Rostocker Pils / 4,9 Vol.-%
- Rostocker Export / 5,5 Vol.-%
- Rostocker Bock Hell / 6,9 Vol.-%

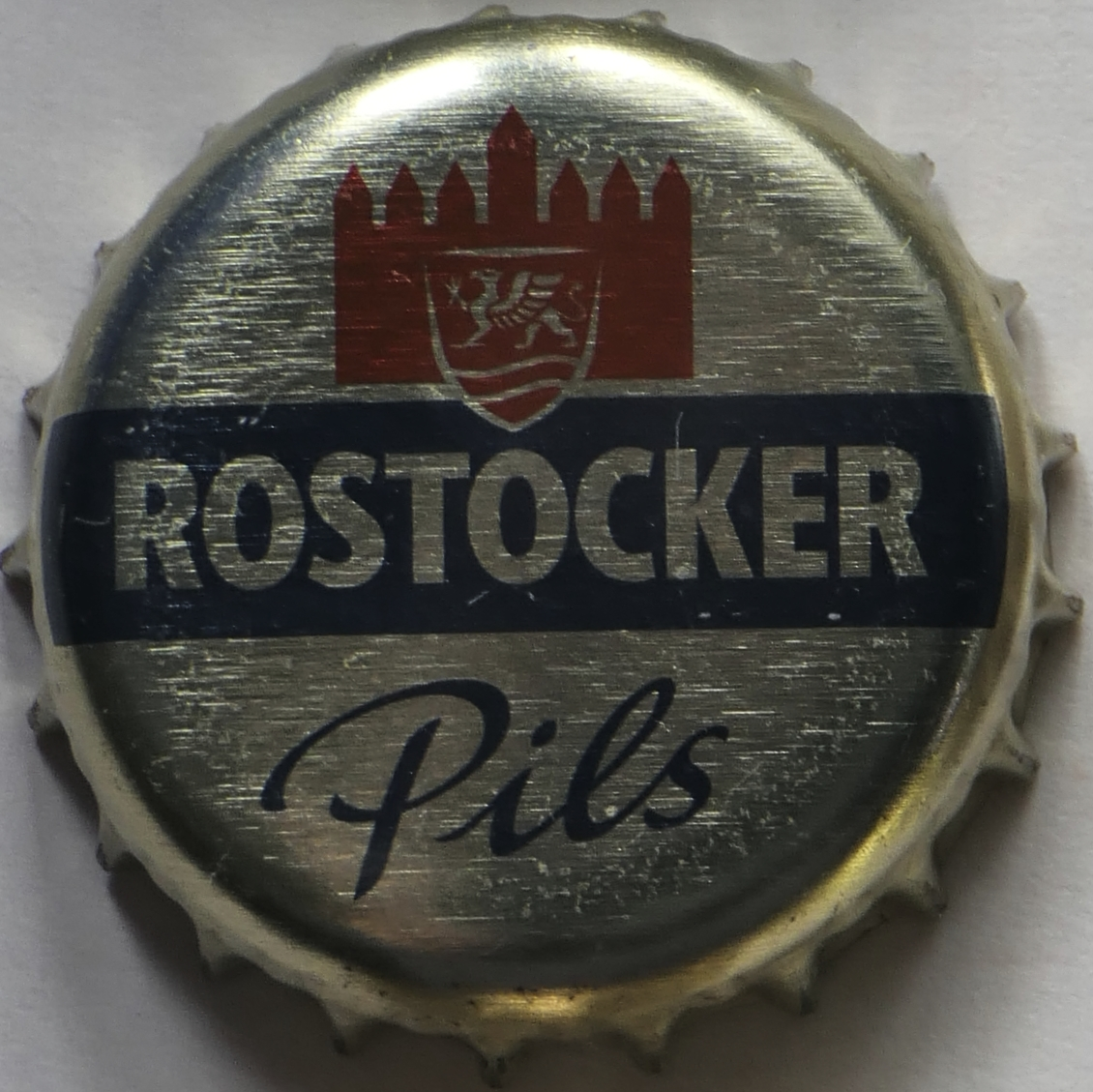
Kronkorken Rostocker Pils

- Rostocker Bock Dunkel / 6,9 Vol.-%
- Rostocker Radler Naturtrüb (besteht aus 50 % Rostocker Zwickel Naturtrüb und 50 % naturtrüber Zitronenlimonade) / 2,5 Vol.-%
- Rostocker Zwickel Naturtrüb / 4,9 Vol.-%
- Rostocker Dunkel / 4,9 Vol.-%
- Mahn & Ohlerich Pils / 4,9 Vol.-%